# Lecudina postae
Lecudina postae is een soort in de taxonomische indeling van de Myzozoa, een stam van microscopische parasitaire dieren. Het organisme komt uit het geslacht Lecudina en behoort tot de familie Lecudinidae. Lecudina postae werd in 1978 ontdekt door Theodorides & Desportes.